# Jon Thum
Jonathan Richard Alexandre Thum (* 1962) ist ein britischer VFX Supervisor, der im Jahr 2000 für Matrix gemeinsam mit John Gaeta, Janek Sirrs und Steve Courtley den Oscar in der Kategorie Beste visuelle Effekte erhielt.

## Leben
Er machte einen Master-Abschluss im Bereich Computergrafik, bevor er Anfang der 1990er in London als 3D-Animator und Flammenkünstler an Werbefilmen arbeitete. Anschließend zog er nach Australien und wurde beim Spezialeffekt-Unternehmen DFILM Services angestellt, wo er an Filmen wie Dark City und Matrix beteiligt war, für den er auch den Oscar in der Kategorie Beste visuelle Effekte erhielt.
1999 kehrte er nach Großbritannien zurück und war für Framestore an Filmen wie Sleepy Hollow, Harry Potter und die Kammer des Schreckens und Matrix Reloaded beteiligt. 2007 wurde er gemeinsam mit Mark Stetson, Richard R. Hoover und Neil Corbould für Superman Returns zum zweiten Mal in der Kategorie Beste visuelle Effekte nominiert. 2012 wechselte er seinen Arbeitgeber erneut und fing bei dem Spezialeffekt-Unternehmen Prime Focus World als VFX Supervisor an.

## Filmografie (Spezialeffekte)
- 1988: Harold Swerg
- 1998: Dark City
- 1999: Der Knochenjäger (The Bone Collector)
- 1999: Matrix (The Matrix)
- 1999: Sleepy Hollow
- 1999: Two Hands
- 2000: Chicken Run – Hennen rennen (Chicken Run)
- 2000: Mission: Impossible II
- 2000: Pitch Black – Planet der Finsternis (Pitch Black)
- 2000: Schatten der Wahrheit (What Lies Beneath)
- 2000: The Beach
- 2002: Harry Potter und die Kammer des Schreckens (Harry Potter and the Chamber of Secrets)
- 2002: Pluto Nash – Im Kampf gegen die Mondmafia (The Adventures of Pluto Nash)
- 2003: Matrix Reloaded (The Matrix Reloaded)
- 2004: Troja (Troy)
- 2005: Charlie und die Schokoladenfabrik (Charlie and the Chocolate Factory)
- 2005: Königreich der Himmel (Kingdom of Heaven)
- 2006: Superman Returns
- 2008: Die Chroniken von Narnia: Prinz Kaspian von Narnia (The Chronicles of Narnia: Prince Caspian)
- 2008: James Bond 007: Ein Quantum Trost (Quantum of Solace)
- 2009: G.I. Joe – Geheimauftrag Cobra (G.I. Joe: The Rise of Cobra)
- 2012: Dredd
- 2013: Alles eine Frage der Zeit (About Time)